# César (piłkarz)
César, właśc. César Martins de Oliveira (ur. 13 kwietnia 1956 w São João da Barra, zm. 17 września 2024 w Rio de Janeiro) – brazylijski piłkarz, występujący podczas kariery na pozycji napastnika.

## Kariera piłkarska
Karierę piłkarską César rozpoczął w klubie America Rio de Janeiro w 1975. W lidze brazylijskiej zadebiutował 5 września 1976 w zremisowanym 1-1 meczu z Operário Campo Grande. W barwach Amériki César z 13 bramkami był królem strzelców ligi brazylijskiej w 1979. W 1979 César wyjechał do Portugalii, gdzie przez następne 4 lata był zawodnikiem Benfiki Lizbona. Z Benfiką dwukrotnie zdobył mistrzostwo Portugalii w 1981 i 1983, trzykrotnie Puchar Portugalii w 1980, 1981, 1983 oraz Superppuchar Portugalii w 1980. W latach 1979–1983 César wystąpił w lidze portugalskiej w 54 meczach, w których zdobył 19 bramek.
Po powrocie do Brazylii został zawodnikiem Grêmio Porto Alegre. Z Grêmio zdobył Copa Libertadores 1983 po pokonaniu urugwajskiego CA Peñarol. César w obu meczach finałowych wchodził z ławki na boisko, strzelając w 76 min. rewanżowego meczu zwycięską bramkę. W tym samym roku Grêmio zdobyło Puchar Interkontynentalny. W meczu z Hamburgerem SV César był rezerwowym.
W barwach Grêmio 19 maja 1984 w przegranym 0-3 meczu z CR Vasco da Gama César wystąpił po raz ostatni w lidze brazylijskiej. Ogółem w latach 1976–1984 wystąpił w lidze w 84 meczach, w których strzelił 25 bramek. Karierę zakończył w EC Pelotas w 1987.